# Ребека Андраде
Ребека Родригез де Андраде (порт. Rebeca Rodrigues de Andrade; Гваруљос, 8. мај 1999)  је бразилска гимнастичарка. Са укупно шест медаља са Олимпијских игара и девет медаља са Свјетских првенстава, Андраде је бразилска и латиноамеричка гимнастичарка са највише медаља свих времена, као и бразилска олимпијка са највише медаља у било којој дисциплини. У вишебоју је свјетска шамионка (2022.), и двострука освајачица сребрене олимпијске медаље (2020. и 2024.), освајачица свјетске сребрене медаље (2023.) и панамеричка шампионка 2021. године. У дисциплини прескок освојила је златну (2020.) и сребрену олимпијску медаљу, двострука је свјетска шампионка (2021. и 2023.) и шампионка Панамеричких игара 2023. године. Она је предводила бразилски тим до прве олимпијске медаље у историји на Свјетском првенству 2023. (сребро) и Олимпијским играма 2024. (бронза), као и до златне медаље на Панамеричком првенству 2021. године. Освојила је златну медаљу на Олимпијским играма 2024. у партеру.
Андраде је прва бразилска гимнастичарка која је освојила медаљу на Олимпијским играма и тек друга Бразилка која је освојила златну медаљу на Свјетском првенству у умјетничкој гимнастици. Она је једна од 11 гимнастичарки које су освојиле медаље у свим дисциплинама у историји свјетских првенстава, и једна од само три гимнастичарке којима је то успјело у 21. вијеку, поред Симон Бајлс и Алије Мустафине. Као јуниор била је јуниорска панамеричка шампионка 2012. у вишебоју, прескоку и партеру и јуниорска панамеричка шампионка 2014. у прескоку, разбоју и греди. Након успјешне јуниорске каријере, Андрадеин сениорски деби 2015. прекинут је првом од три повреде предњег укрштеног лигамента кољена. Након повреде се вратила и представљала је Бразил на Љетњим олимпијским играма 2016. гдје је у финалу вишебоја заузела једанаесто мјесто. Други пут је поврјеђена 2017. али је дебитовала на Свјетском првенству 2018. Након треће повреде, Андраде је представљала Бразил Љетњим олимпијским играма 2020. и на Свјетском првенству 2021, гдје је освојила златну медаљу у прескоку на оба такмичења.

## Рани живот
Андраде је рођена 1999. године у Гваруљосу. Она је једно од осморо дјеце самохране мајке Розе. Њена мајка је чистила куће и пјешачила на посао како би платила Ребекине тренинге гимнастике. Гимнастиком је почела да се бави када је имала четири године након што ју је тетка одвела у теретану у којој је радила. Када је имала девет година преселила се да тренира у Куритибу, а годину дана касније преселила се у Рио де Жанеиро да би тренирала у Фламенгу.  Говори португалски и енглески, и она је афро-бразилка.